# 인수 검사
인수검사(acceptance testing)는 정보시스템 검사 중 하나로, 시스템이 실제 운영 환경에서 사용될 준비가 되었는지 최종적으로 확인하는 단계이다. 시스템 검사는 사용자가 평가하고 관리자가 점검한다. 모든 관계자가 새로운 시스템을 만족하면 시스템은 설치를 위해 정식으로 인수된다.

## 같이 보기
- 테스트 주도 개발